# Lalit Narayan Mishra

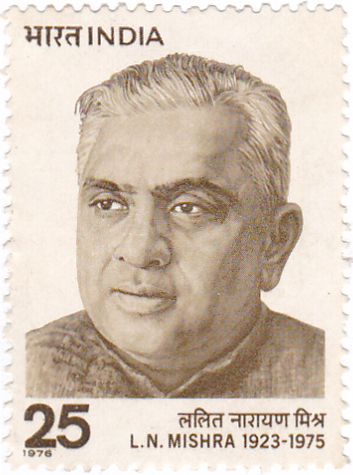
Mishra en un sello de la India de 1976

Lalit Narayan Mishra (2 de febrero de 1923 - 3 de enero de 1975) fue un político indio que se desempeñó como ministro de Ferrocarriles en el gobierno de la India de 1973 a 1975, cuando fue nombrado secretario parlamentario por insistencia suya del primer ministro de la India, Jawaharlal Nehru.  En 1975, murió en una explosión de bomba en la estación de tren de Samastipur. El proceso judicial contra los autores se retrasó durante años y finalmente se completó en diciembre de 2014.

## Primeros años de vida
Lalit Narayan Mishra nació en Basant Panchmi en 1922 en Basanpatti en el distrito de Supaul en una familia Maithil Brahmin.   Obtuvo una maestría en economía en la Universidad de Patna en 1948.[cita requerida] Tenía en alta estima a los nacionalistas Sri Krishna Sinha y Anugrah Narayan Sinha. 

## Carrera política
Mishra se unió al partido del Congreso Nacional Indio y fue miembro de la primera, segunda y quinta Lok Sabha.[cita requerida] Fue miembro del Rajya Sabha de 1964 a 1966 y luego de 1966 a 1972. Fue Secretario Parlamentario del Ministerio de Planificación, Trabajo y Empleo (1957-1960), Viceministro del Interior (1964-1966), Viceministro de Finanzas (1966-1967) y ministro de Estado de Producción de Defensa (1967-1970).[cita requerida] Desde 1970 hasta el 4 de febrero de 1973 fue ministro de Comercio Exterior. El 5 de febrero de 1973 fue nombrado ministro de Ferrocarriles por la entonces primera ministra Indira Gandhi.[cita requerida]
Como ministro de Comercio Exterior, fue uno de los primeros en reconocer el potencial del futuro primer ministro de la India, Dr. Manmohan Singh, y lo nombró su asesor en el Ministerio de Comercio Exterior. Su primer encuentro ocurrió casualmente en un vuelo India-EE. UU.-Chile.  El Sr. Mishra, ministro de Comercio (entonces llamado ministro de Comercio Exterior), se dirigía a Santiago de Chile para asistir a una reunión de la UNCTAD. 

## Asesinato
Como ministro de Ferrocarriles, visitó Samastipur el 2 de enero de 1975 para declarar abierta la línea ferroviaria ancha Samastipur- Darbhanga.[cita requerida] La explosión de una bomba ese día lo hirió gravemente. Lo llevaron desde Samastipur al hospital ferroviario de Danapur, donde murió al día siguiente. 

## Investigación y juicio
Indira Gandhi culpó a "elementos extranjeros" por el asesinato, probablemente refiriéndose a la CIA.  Su hermano Jagannath Mishra negó la afirmación de que LN Mishra e Indira Gandhi habían recibido sobornos de la KGB como se alega en los Archivos Mitrokhin; el Partido del Congreso describe el libro como "puro sensacionalismo y vago".   El 26 de julio de 2012, el Tribunal Supremo declaró que analizaría las causas de la demora, ya que incluso después de 33 años, el juicio aún no había concluido en el tribunal de sesión.  En julio de 2013, el hombre de 27 años acusado del asesinato tenía 65 años. De los 39 testigos que citó para demostrar su inocencia, 31 han muerto. Más de 20 jueces diferentes han escuchado su caso a lo largo de los años, supuestamente día a día. 
Después de 39 años de juicio, el 8 de diciembre de 2014, cuatro hombres acusados del asesinato de Mishra fueron declarados culpables por un tribunal de Delhi. Un quinto acusado en el caso había fallecido.  Tres seguidores de Ananda Marga, Santoshanand, Sudevanand y Gopalji, junto con el abogado Ranjan Dwivedi, fueron declarados culpables del asesinato de Mishra y otras dos personas. Un juez de distrito los condenó a cadena perpetua y les impuso multas que oscilaban entre 20.000 y 25.000 rupias. El tribunal señaló que Prabhat Ranjan Sarkar, el líder religioso de Ananda Marga, fue encarcelado tras sus acusaciones en un caso de asesinato, por lo que sus seguidores asesinaron a Mishra para generar presión sobre el gobierno de Indira Gandhi para que liberara a Sarkar. Sarkar fue posteriormente absuelto. El tribunal también señaló que los seis seguidores de Ananda Marga se reunieron en una aldea del distrito de Bhagalpur, Bihar, y planearon la conspiración en 1973.  El acusado condenado presentó una apelación ante el Tribunal Superior de Delhi en 2015, en la que se le concedió la libertad bajo fianza y se admitió la apelación. La apelación presentada por el acusado condenado ahora se está escuchando en la etapa de audiencia final en el Tribunal Superior de Delhi y, en un desarrollo reciente, también se ha presentado una solicitud en la apelación en el Tribunal Superior en lugar de la orden de la Corte Suprema de fecha 13.10.2023 en SLP (Crl.) n.º 13467/2023, Vaibhav Mishra v. CBI & Ors. que se escuchará junto con la apelación principal. 

## Legado
Una universidad, la Universidad Lalit Narayan Mithila, institutos de MBA, el Instituto Lalit Narayan Mishra de Desarrollo Económico y Cambio Social, Patna (LNMI, Patna), el Instituto LN Mishra de Gestión Empresarial, Muzaffarpur y un hospital ferroviario en Gorakhpur, UP llevan su nombre.[cita requerida] El Gobierno de la India emitió un sello postal en su memoria.[cita requerida]